# Scott Gorham
Scott Gorham, född 17 mars 1951 i Glendale, Kalifornien, USA, är en amerikansk gitarrist. Han är mest känd som medlem i hårdrocksbandet Thin Lizzy.

## Historia
Gorham fick 1974 ett erbjudande att spela med gruppen Supertramp i England då de behövde en till gitarrist.  När han landat i London hade de dock bestämt sig för att skaffa en saxofonist istället.
Gorham började istället spela på pubar och mindre ställen i London med sitt eget band Fast Buck och så småningom fick hårdrocksgruppen Thin Lizzy höra talas om honom. Han blev medlem i gruppen 1974 och spelade där till upplösningen 1983. Han var därmed den mest långvariga gitarristen i gruppen. Tillsammans med Brian Robertson skapade de vad som skulle bli bandets kännetecken - twin guitars sound.
Gorham spelade tillsammans med Lizzys frontman Phil Lynott, trummisen Brian Downey och Sex Pistols-medlemmarna Steve Jones och Paul Cook 1979 in julsingeln "A Merry Jingle", under namnet The Greedies. 1991 bildade han bandet 21 Guns tillsammans med bland annat Leif Johansen från A-Ha. 21 Guns släppte två studioalbum innan de upplöstes 1997.
1992 släpptes Asias album Aqua, där Gorham fanns med som gäst. Gorham gästade också Psycho Motels album från 1997, Welcome to the World.
Sedan 1996 har Scott Gorham spelat med en ny upplaga av Thin Lizzy där John Sykes tagit över sången.

## Diskografi

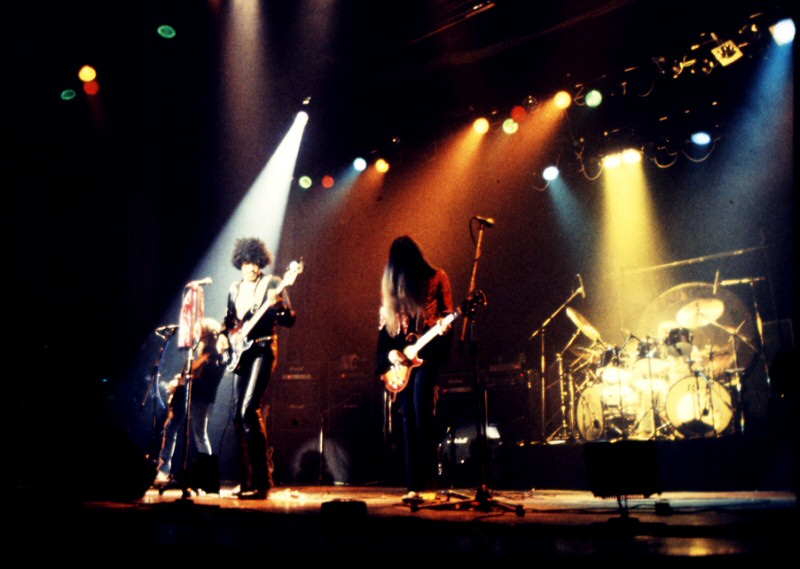
Thin Lizzy live i Oslo, Norge 1977.

### Studioalbum med Thin Lizzy
- 1974 – Nightlife
- 1975 – Fighting
- 1976 – Jailbreak
- 1976 – Johnny the Fox
- 1977 – Bad Reputation
- 1979 – Black Rose: A Rock Legend
- 1980 – Chinatown
- 1981 – Renegade
- 1983 – Thunder and Lightning
- 1983 – Life
- 2000 – One Night Only

### Studioalbum med 21 Guns
- 1992 – Salute
- 1997 – Nothing's Real
- 2002 – Demolition